# Zbór Kościoła Zielonoświątkowego w Elblągu
Zbór „Nowe Życie” Kościoła Zielonoświątkowego w Elblągu – zbór Kościoła Zielonoświątkowego znajdujących się przy ul. Sienkiewicza 3a w Elblągu.